# Почетно отличие „Неофит Рилски“
Почетното отличие „Неофит Рилски“ е най-високото отличие, присъждано в образователната система на Република България.
Учредено през 1996 г., по традиция се връчва на 24 май – Ден на светите братя Кирил и Методий, на българската азбука, просвета и култура и на славянската книжовност.
Ежегодните награди „Неофит Рилски“ се присъждат от Министерството на образованието и науката на изявени учители и директори на детски градини, училища и обслужващи звена в сферата на образованието за дългогодишната им цялостна високопрофесионална трудова дейност в системата на народната просвета и приноса им в развитието на образователното дело в България.